# Official Live 'Leg
Official Live 'Leg también conocido como The Official Live Bootleg es un desigual LP promocional en vivo de Tom Petty and the Heartbreakers publicado por Shelter Records en 1977.  Esté grabado en uno de los primeros conciertos de la banda, abriendo para Al Kooper en el centro comercial Paul en Boston el 12 de diciembre de 1976. Una versión de vinilo remasterizada fue incluida en la edición deluxe de la caja The Live Anthology.

## Listado de pistas
Todas las canciones escritas por Tom Petty, excepto "Jaguar and the Thunderbird", escrita por Echar Baya.
Versión de EE.UU. (Shelter/ABC TP-12677):
1. "Jaguar and Thunderbird" – 2:28
2. "Fooled Again (I Don't Like It)" – 5:17
3. "Luna" – 4:17
4. "Dog on the Run" – 9:22

Versión Gran Bretaña (Shelter/Island IDJ-24):
1. "Jaguar and Thunderbird" – 2:28
2. "Fooled Again (I Don't Like It)" – 5:17
3. "The Wild One, Forever" – 4:40
4. "Luna" – 4:17
5. "Dog on the Run" – 9:22

## Músicos
- Tom Petty - guitarra, voces, teclados en "Luna"
- Mike Campbell - guitarra principal
- Benmont Tench - teclados, coros
- Ron Blair - bajos
- Stan Lynch - batería, coros

## Versión Counterfeit
La cubierta de Counterfeit Records que replica la cubierta del álbum original pero hecha para parecer una etiqueta blanca promocional ha estado en circulación desde los primeros años 1980.